# Улица Матросова (Воронеж)
У́лица Матро́сова — улица Воронежа, начинается от ул. Грамши, заканчивается у ул. Героев Сибиряков.

## История

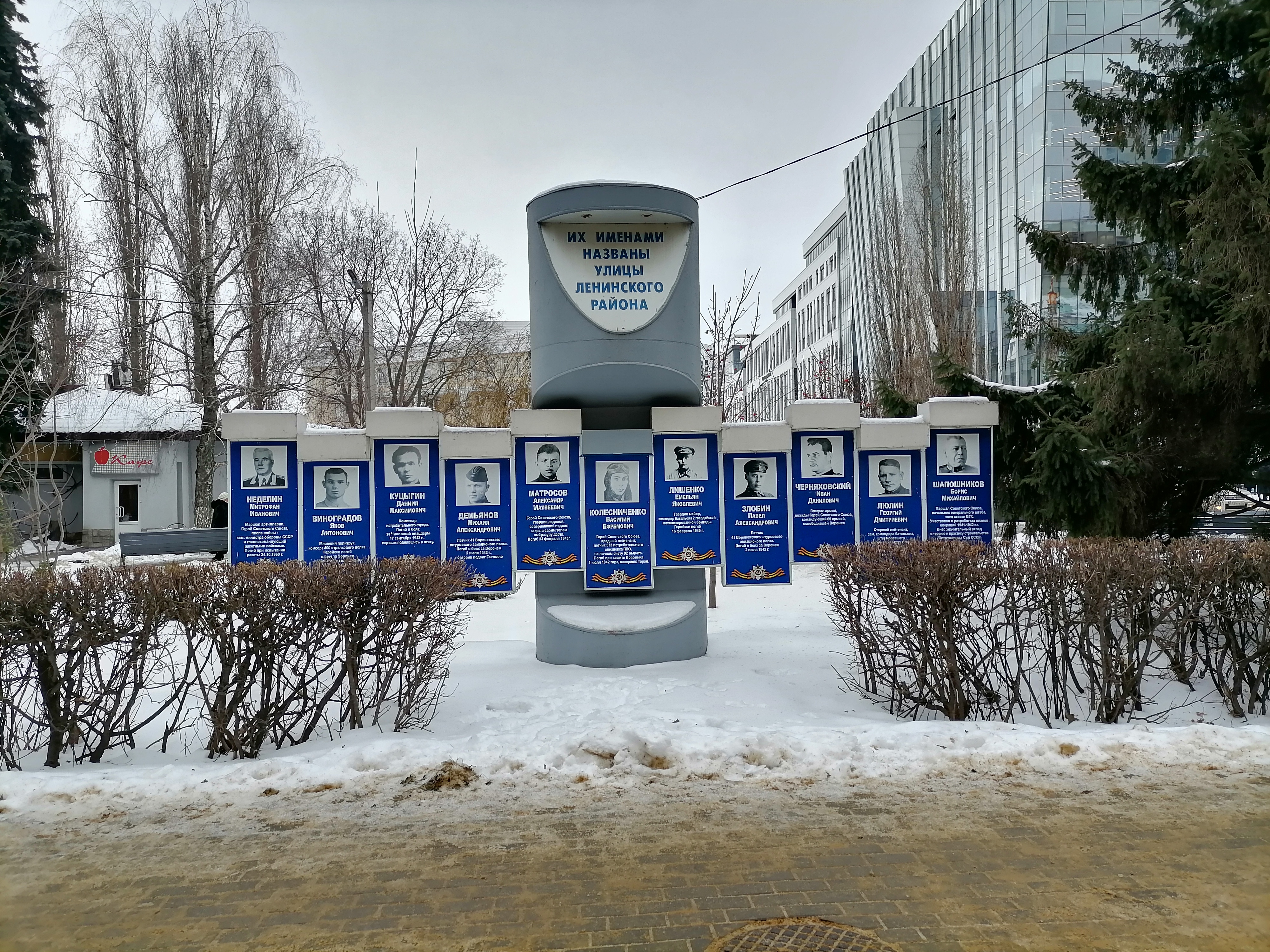
Стенд с названиями улиц, данными в честь героев Великой Отечественной войны. Улица Кирова

На рубеже XIX—XX веков чижовский крестьянин Ефим Бушуев построил дом западнее нынешней кольцевой автомобильной развязки на улице Краснознамённой. Пустырь стал использоваться его сыном под выращивание клубники. В 1920-е годы дорога к дому Бушуевых превратилась в переулок, названный по первому поселенцу.
Перед Великой Отечественной войной данный район был намечен к заселению и получил генеральную планировку с сеткой улиц. Туда вошёл и Бушуевский переулок, переименованный в 3-й Западный.
Война дала нашей стране многочисленных героев, именем одного из которых, Александра Матросова, решили назвать продолжение 3-го Западного переулка на юго-восток от трамвайного кольца. В 1962 году 3-й Западный переулок включили в состав улицы Матросова.
В настоящее время улица является транзитной и ввиду отсутствия южного радиуса окружной автомобильной дороги связывает курское и ростовское направления. Властями города планируется построить южный обход Воронежа к 2027 году. По планам, новая трасса начнётся от развязки ул. Героев Сибиряков и пр. Патриотов в Юго-Западном микрорайоне, пройдёт между городскими кварталами и военным аэродромом Балтимор и по новому Южному мосту соединится с ул. Лебедева.

## Здания
- № 2а — Школа № 65 (Лицей № 65)
- № 6 — Детская поликлиника № 3
- № 60 — оптовая база Гермес[2]

## Транспорт
До 15 апреля 2009 года по улице курсировали трамваи № 1, № 2. В период максимального развития по улице ходили 3 круглогодичных маршрута: № 1, № 2, № 19, а также летний «дачный» № 2а. В настоящее время рельсы на улице частично демонтированы.
По Матросова в настоящее время ходят № 58с, № 76, № 76с, № 80, № 85.